# Friedrich Runge (Lehrer)
Friedrich Runge (* 13. April 1855 in Osnabrück; † 2. Februar 1903 in Osnabrück) war ein Gymnasiallehrer und Historiker in Osnabrück.

## Leben
Runge war Sohn von August Heinrich Runge (1910–um 1883), Pfarrer an der Strafanstalt in Osnabrück, später in Essen (1855–1867) und Barnstorf (1867–1883). Der Pfarrerssohn Runge besuchte von 1869 bis 1873 das Ratsgymnasium Osnabrück und studierte anschließend in Göttingen Klassische Philologie und Germanistik. Nach Erwerb der Lehrbefähigung in diesen Fächern sowie in Geographie und Geschichte wurde er nach zweijähriger Probezeit 1879 Hilfslehrer und 1881 ordentlicher Lehrer am Ratsgymnasium. Am 19. Januar 1899 wurde ihm der Charakter als Professor verliehen. Neben seiner Lehrtätigkeit befasste er sich intensiv mit der Geschichte Osnabrücks und des Osnabrücker Landes. Im Auftrag des Historischen Vereins gab er 1895 die Niederdeutsche Bischofschronik heraus. Runges Forschungen fanden ihren Niederschlag in zahlreichen Beiträgen für die Osnabrücker Mitteilungen, u. a. über Albert Suho, Johann Aegidius Klöntrup sowie das Osnabrücker Postwesen.

## Schriften (Auswahl)
- Runge, Friedrich. Publikationen in der bibliografischen Datenbank der Regesta Imperii.
- Albert Suho als Quelle für den Osnabrücker Chronisten Lilie. In: Osnabrücker Mitteilungen. Band 16, J. G. Kißling, Osnabrück 1891, S. 173–227.
- (Hrsg.): Die niederdeutsche Bischofschronik bis 1553. Übersetzung und Fortsetzung der lateinischen Chronik Ertwin Ertmans (= Osnabrücker Geschichtsquellen, 2). Osnabrück 1894.
- Geschichte des Ratsgymnasiums zu Osnabrück. J. G. Kißling, Osnabrück 1895. (Nachdruck in: Uwe Schipper (Hrsg.): 400 Jahre Ratsgymnasium Osnabrück. Rasch, Bramsche 1995, S. 19–144.)
- (Zus. mit) Max Bär: Die Schriften Johann Karl Bertram Stüves. In: Osnabrücker Mitteilungen. Band 23, J. G. Kißling, Osnabrück 1898, S. 1–56.
- Die Wahl des Kardinals Eitel Friedrich von Hohenzollern zum Bischof von Osnabrück. In: Osnabrücker Mitteilungen. Band 24, J. G. Kißling, Osnabrück 1899.
- Das Osnabrücker Postwesen in älterer Zeit. In: Osnabrücker Mitteilungen, 28 (1903), S. 1ff.